# Sabaneta (Venezuela)
Sabaneta è una città del Venezuela situata nello Stato di Barinas e in particolare nel comune di Alberto Arvelo Torrealba.